# Международна правна теория
Международната правна теория съдържа най-различни теоретични и методически подходи, използвани за да се обясни и анализира съдържанието, формирането и ефективността на международното публично право и институции, както и за да се изготвят и отправят предложения за подобряването им.
За разлика от класическата система на правото, в международното публично право основен източник на правото е обичая.